# Andover, Minnesota
Andover är en stad i Anoka County i delstaten Minnesota i USA. Staden har en yta av 90,21 km². Enligt United States Census Bureau uppgår folkmängden till 30 598 invånare (2010).